# بيت جيربر
بيت جيربر هو لاعب هوكي الجليد سويسري، ولد في 16 مايو 1982 في Oberlangenegg ‏ في سويسرا.

## وصلات خارجية
- بيت جيربر على موقع EliteProspects.com (الإنجليزية)
- بيت جيربر على موقع Eurohockey.com (الإنجليزية)
- بيت جيربر على موقع HockeyDB.com (الإنجليزية)